# Мануелла Калілі
Мануелла Калілі (англ. Manuella Kalili, 2 листопада 1912 — 14 вересня 1969) — американський плавець.
Призер Олімпійських Ігор 1932 року.